# Centenaire du Canada
Le Centenaire du Canada célèbre en 1967 le 100e anniversaire de la création de la Confédération canadienne, et par le même fait des états fédérés du Québec, de l'Ontario, de la Nouvelle-Écosse et du Nouveau-Brunswick. Les festivités débutent le 1er janvier 1967, avec l'allumage de la Flamme du centenaire, et culminent le 1er juillet 1967, lors de la Fête du Canada.
Les festivités ont été coordonnées par la Commission canadienne du Centenaire, créée en janvier 1963 sous la responsabilité de Judy LaMarsh, secrétaire d'État du Canada. Le commissaire était John Fisher.

## Événements

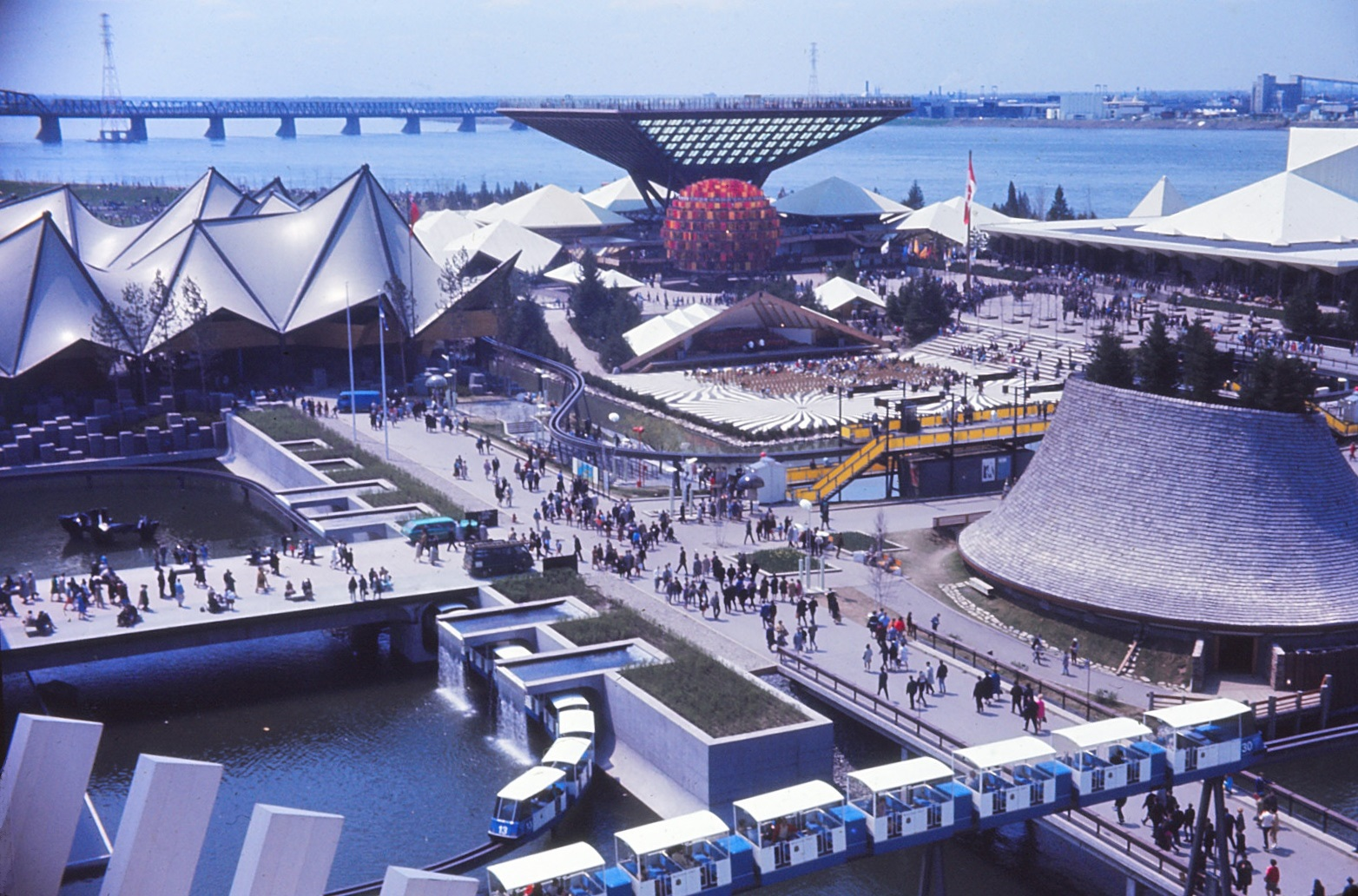
Les pavillons du Canada lors de l'Expo 67.

- Exposition universelle de 1967 à Montréal
- Visite de la reine Élisabeth II du 29 juin au 5 juillet
- Remise de la Médaille du centenaire du Canada
- Les billets de banque de 1967, issus de la série de 1954, sont modifiés pour l'occasion.
- Projet Société nouvelle de l'Office national du film du Canada
- Le Train de la Confédération, train spécial abritant une exposition qui a voyagé d'un bout à l'autre du Canada durant l'année 1967[2].